# 都築章一郎
都築 章一郎（つづき しょういちろう、1938年 1月5日 - ）は、日本の男性フィギュアスケート選手。現在はフィギュアスケートコーチ。愛知県名古屋市出身。日本大学卒業。娘は元アイスダンス選手の都築奈加子。

## 経歴
1958-1959年シーズンの全日本ジュニア選手権で初の表彰台となる3位、翌1959-1960年シーズンの全日本ジュニア選手権で優勝を果たした。1963年の大学を卒業とともに引退し、のちに指導者の道へ進んだ。
指導者に転進後は、1964年に稲田悦子や片山敏一らとともに日本フィギュアスケーティングインストラクター協会を設立した。日本オリンピック委員会指定コーチやプリンスホテルの専任コーチとなり、大学の後輩でもある佐野稔や五十嵐文男、渡辺しのぶ、岡部由紀子、娘の都築奈加子、在日朝鮮人である金妙実、川崎由紀子&アレクセイ・ティホノフペアらを指導した。
特に佐野稔は、小学生2年のとき甲府での合宿中に出会い、基礎から教え小学生5年からは下宿させた。以後、佐野は終始都築に師事し続け、二人三脚で歩んだ。宮城県仙台市では羽生結弦を小学校2年から高校一年まで指導。途中、仙台のリンクが閉鎖となるが遠距離ながら指導を続けた。2011年3月、東日本大震災で被災しリンクを失った羽生を急遽受け入れ仙台のリンクが再開するまで練習をサポート。2014年ソチ五輪で19歳の羽生結弦はフィギュアスケート男子シングル、日本人男子（アジア）初の金メダリストとなる。

## 主な戦績
| 大会/年         | 1958-59 | 1959-60 |
| --------------- | ------- | ------- |
| 全日本Jr.選手権 | 3       | 1       |